# Vladimír Goněc
Vladimír Goněc (* 12. března 1950 Brno) je český a slovenský historik a politolog, zabývající se především kulturními dějinami, dějinami idejí, právním myšlením, speciálně i problémy a koncepty evropské integrace.

## Život
Vystudoval na Univerzitě Jana Evangelisty Purkyně v Brně (tehdejší název Masarykovy univerzity) historii a filozofii. Dalších kvalifikací nabyl po 1990 v důsledku spolupráce a dlouholetých podílů na výzkumných projektech na pracovištích v Německu, Francii, Rakousku, Polsku, na Slovensku (1984 CSc. - obecné dějiny na Masarykově univerzitě, tehdejší UJEP; 1991 - habilitace v oboru obecné dějiny, Masarykova univerzita, Brno; 1998 - Jean Monnet Professor/Professeur Jean Monnet - history of European construction; 2001 - Jean Monnet Chair / Chaire Jean Monnet - history of European construction). Hodnost DrSc. mu udělila Slovenská akademie věd v roce 2011. Na Masarykově univerzitě v Brně založil studium dějin evropské integrace, na Karlově univerzitě v Praze se podílel na založení oboru středoevropských studií. Spoluzakládající člen Sigmund Neumann Institut für Freiheits- und Demokratieforschung v Drážďanech. Editor Česko-slovenské historické ročenky (od 1996; ISSN 1214-8334).
Jeho působení bylo také předmětem kritiky. Podle slov některých bývalých studentů dnešní Masarykovy univerzity "v 80. letech své přednášky prokládal větami jako „Stalin, na kterého se dnes svádí každá špatnost“. Také jeho publikace Nejnovější dějiny Ukrajiny (ve spoluautorství s O. Bojkem) je předmětem kritiky odborné veřejnosti. Goněc je označován za autora „fejkových“ Dějin Ukrajiny, "tvářících se jako součást ediční řady Dějiny států vydávané Nakladatelstvím Lidových novin, proti čemuž se tento nakladatelský dům vzhledem k chabé odborné úrovni Goňcovy knihy musel ostře ohradit".

## Dílo

### Vybrané monografie
- Evropský ústav v Ženevě: jeho přínos k regionální politice Evropských společenství/Evropské unie. Brno 2012. 194 s. ISBN 978-80-87192-21-4
- Jak se vymanit z komunismu a co po komunismu. Iniciativy pod koordinací Huberta Ripky v padesátých letech. Brno 2010. 266 s. ISBN 978-80-87192-11-5
- An Eastern Schuman Plan? Project of Central and East European Coal and Steel and Political Community (1953). Brno 2009. 170 s. ISBN 978-80-210-4932-1
- Česko-slovenský vztah v exilových diskusích počátkem padesátých let. Brno 2006. 234 s. ISBN 80-210-4187-0
- Hubert Ripka: un européen. Brno 2006. 379 s. ISBN 80-210-3896-9.
- Za sjednocenou Evropu. Z myšlenek a programů Huberta Ripky. Brno 2004. 230 s. ISBN 80-210-3521-8.
- Od "malé Evropy" k "velké Evropě". Dějiny rozšiřování Evropských společenství/Evropské unie, 1950-2002, sv. II. Brno 2003. 237 s. ISBN 80-210-3255-3.
- Od "malé Evropy" k "velké Evropě". Dějiny rozšiřování Evropských společenství/Evropské unie, 1950-2002, sv. I. Brno 2002. 260 s. ISBN 80-210-3016-X.
- Evropská idea. Idea mírové kooperující a sjednocující se Evropy, I. (do roku 1938). Brno 2000. 193 s. ISBN 80-210-2355-4.
- Z osudů ruské demokracie: Alexandr Kerenskij. Brno 1999. 170 s. ISBN 80-210-2149-7.
- Goněc, V. - Bojko, O. Nejnovější dějiny Ukrajiny. Brno 1997. 268 s. ISBN 80-7217-031-7.